# Знакомство с Цукерами
«Знакомство с Цукерами» (нем. Go for Zucker!) — немецкий комедийный фильм, выпущенный на международном уровне в 2004 году. Его можно рассматривать как часть противостояния Осси и Весси в Германии. Режиссер Дани Леви, в актерский состав входят Хенри Хюбхен, Ханнелора Эльснер , Удо Самел , Голда Тенсер и Штеффен Грот.
Режиссер Дани Леви, сам еврей, снял ироническую комедию о современной еврейской идентичности в  Германии наших дней. Хенри Хюбхен играет Джеки Цукера.
Фильм получил 8 премий и 10 номинаций на различные влиятельные кинопремии.